# الإنترنت في ليبيا
بدأ استخدام الإنترنت في ليبيا من قبل الجمهور في أواخر تسعينيات  أول مكتب لخدمات الإنترنت في ليبيا في القطاع الخاص هو "بيت التراث لخدمات الإنترنت"، والذي تأسس في عام 1999 في فندق الكبير بطرابلس، ليبيا، على يد المؤسس عبدالرزاق بشير الشيباني. القرن العشرين، وبعدد سكان وصل في يوليو 2010 إلى 6,461,454 نسمة فقد وصل عدد مستخدمي الإنترنت في 2009 (سواء المنتظمين أو غير المنتظمين) إلى 353,900 نسمة.
بسبب هشاشة البنية التحتية للاتصالات وأيضا العقوبات الدولية خلال التسعينات عانت ليبيا من التأخر في تزويد خدمة الإنترنت للأفراد. ولاتوجد في ليبيا حكومة إلكترونية كما لاتوجد خدمات الشراء عبر الإنترنت كما أن هناك افتقار لاستخدام بطاقات المصارف الدائنة.

## مزودي الإنترنت
شركة ليبيا للاتصالات والتقنية التابعة للحكومة هي الشركة الوحيدة التي تقدم خدمة الإنترنت في ليبيا. بدأت الشركة بتسويق خدمة إنترنت الطلب الهاتفي سنة 1999. زاد عدد مشتركيها بعد إطلاق خدمة ADSL في 2005، ليرتفع عدد المستخدمين بعد تشغيل خدمة واي ماكس «ليبياماكس» في 2009.
شركة ليبيانا للهاتف المحمول التي كانت تابعة لليبيا للاتصالات والتقنية حتى 2004 أضافت خدمة الإنترنت إليها عبر تقنية GSM 2.5 سنة 2005، وعبر تقنية الجيل الثالث GPRS سنة 2006.
شركة المدار الجديد لخدمات الهاتف النقال تقدم الإنترنت عبر تقنية GSM 2.5 وعبر تقنية الجيل الثالث.
الشركة العامة للبريد والاتصالات السلكية واللاسلكية أضافت خدمة الإنترنت عبر تقنية الهاتف الثابت اللاسلكي CDMA سنة 2007.

## الإنترنت ودوره في الاقتصاد الليبي
أشارت دراسة جرت بمدينة بنغازي شملت 550 مستخدما يملكون اتصالا بالإنترنت في منازلهم، تبين أن 90% من المشاركين في الدراسة أوضحوا أنهم يستعملون معظم وقتهم في تنزيل الأغاني والصور وإجراءالمحادثات وأن 7% يستعملون أغلب وقتهم في معرفة الأخبار السياسية والثقافية وأشار 3% أنهم لا يدخلون على الإنترنت كثيراً.[بحاجة لمصدر]